# Journalismusforschung
Die Journalismusforschung ist eine wissenschaftliche Disziplin, die sich mit dem Mediensystem und der Journalismuskultur auseinandersetzt und versucht, unterschiedliche Entwicklungen in den einzelnen Staaten zu erklären. Das Fachgebiet existiert seit den 1950er und 1960er Jahren. In den 1970er Jahren gab es eine enorme Weiterentwicklung durch zahlreiche Forschungsarbeiten.
Journalismusforschung ist von der Journalistik zu trennen, wobei es Überschneidungen gibt. Journalismusforschung ist die Spezialisierung in der Kommunikatorforschung auf Journalismus in Abgrenzung zu (1) PR und PR-Forschung und (2) Inhalte in Kunst und zur Unterhaltungsforschung. Die Kommunikatorforschung wiederum ist, neben Inhaltsanalyse, Medienstrukturen, Nutzungsforschung und Wirkungsforschung, ein Teilgebiet der Kommunikationswissenschaft. Journalistik (auch Journalistikwissenschaft, Journalismus oder Journalismuswissenschaft) hingegen ist die Spezialisierung in der Kommunikationswissenschaft auf den Journalismus in Abgrenzung zu (1) PR und PR-Wissenschaft und (2) Inhalte in Kunst. Sie beinhaltet also alle Teilgebiete der Kommunikationswissenschaft (die Kommunikatorforschung Journalismusforschung, Inhaltsanalyse, Medienstrukturen, Nutzungsforschung und Wirkungsforschung).

## Schwerpunkte
Der erste Schwerpunkt ist das Mediensystem mit spezifischer Betrachtung der Massenmedien. Um die Entwicklung zu erklären, wurden verschiedene Modelle entwickelt. Das erste wurde 1956 unter dem Namen „Four Theories of the Press“ veröffentlicht. Danach gab es u. a. einen empirischen Konvergenz-Ansatz und einen pragmatischen Differenz-Ansatz mit dem Versuch, die Mediensysteme der Welt in sechs Modellen zu erklären.
Ein weiterer Schwerpunkt ist die Journalismuskultur. Das wissenschaftliche Objekt ist der Journalist selbst. In den Forschungsarbeiten werden alle ihn umgebenden Teilaspekte untersucht. Dazu gehören die Grundwerte und Einstellungen, die Rahmenbedingungen aus Politik, Recht und Wirtschaft, die Arbeitsbedingungen z. B. innerhalb der Redaktion und aktuelle Entwicklungen, beispielsweise die Paywall.
Seit 2018 gibt es eine deutschsprachige Online-Zeitschrift zu dieser Wissenschaft: "Journalistik – Zeitschrift für Journalismusforschung".

## Mehrebenen-Modelle der Journalismusforschung
Aus der Soziologie wurde die Mehrebenen-Systematik übernommen und angepasst, sodass diverse Weiterentwicklungen für die Journalismusforschung veröffentlicht wurden:
- Donsbach: „Einflusssphären-Modell“[8]
- Weischenberg: „Zwiebel-Modell“[9][10]
- Shoemaker & Reese: „Ring-Modell“[11]
- Esser: „Ring-Modell“[12]
- Donsbach: Überarbeitung des „Einflusssphären-Modells“[13]
- Shoemaker & Reese: „Hierarchy of Influences Model“ (überarbeitetes „Ring-Modell“)[14]

Das „Hierarchy of Influences Model“ wurde 2014 veröffentlicht. Nach der Logik dieses Ansatzes werden die Ebenen der Sozialen Systeme, der Institutionen, der Routinen und Praktiken und des Individuums einzeln betrachtet. Ein großer Vorteil für das wissenschaftliche Arbeiten ist, dass es alle bisherigen Modelle miteinander verbindet.
Weitere Standards für die vergleichende Forschung sind eine offene und neutrale Haltung zu der jeweils eigenen Wertesystematik der verschiedenen Systeme („De-Westernization“-Ansatz) und die Einhaltung der selbstgewählten Systematik des Vergleichs.

## Journalismuskultur
Die Journalismuskultur oder journalistische Kultur ist ein Fachgebiet der Journalismusforschung, welches sich mit dem Journalisten und dessen Wertvorstellungen, den Rahmen- und Arbeitsbedingungen befasst. Es wurde vom Erich Brost Institut für Journalismus der TU Dortmund eingeführt. Diese Bezeichnung wird allerdings nicht immer einheitlich verwendet – synonym sind die Namen „Nachrichtenkukltur“, „Redaktionskultur“, „Medienkultur“ und „professionelle Kultur“ in Gebrauch.

### Studien
In den wissenschaftlichen Studien werden die Methoden der Befragung und des Interviews eingesetzt. Eine erste Studie mit dem Umfang von 115 Befragungen stammt von McLeod und Hawley aus dem Jahr 1964, die sich mit dem Grad der Professionalisierung von Journalisten beschäftigen. 1985 wurde von Köcher das Rollenverständnis von Journalisten untersucht, 1998 wählte Esser die Arbeit der Redaktion als Schwerpunkt seiner Arbeit. Auch Donsbach & Patterson beschäftigten sich 2003 mit der Arbeitsweise der Journalisten und erarbeiteten Gemeinsamkeiten und Unterschiede zwischen verschiedenen Staaten. Shoemaker & Cohen nahmen das Ergebnis in den Blick und veröffentlichten eine Arbeit über die Ursachen für die Auswahl von Nachrichten. Nach 2000 wurden zwei bedeutende Studien veröffentlicht. Das AIM Research Consortium veröffentlichte 2007 eine Arbeit mit dem Thema „Rolle der Medien in der Entstehung einer europäischen Öffentlichkeit“ und stellte fest, dass die Berichterstattung über europäische Themen immer im nationalen Kontext erfolgt, was die Bildung einer gemeinsamen europäischen Öffentlichkeit erschwert. Die Worlds of Journalism Study aus dem Jahr 2011 fand aufgrund des Umfangs der Untersuchungen, die 18 Staaten umfassten, eine große Aufmerksamkeit in der Wissenschaft und ergab, dass sich Journalisten in vier Grundtypen einteilen lassen. Eine weitere Studie mit dem Titel „Media System, Political Context and Informed Citizenship“ stammt von James Curran und kam zu dem Ergebnis, dass sich der Schwerpunkt von der Kommunikatorforschung hin zum Konsumenten verlagert.

### Kategorien
Die Publikationen können in verschiedene Kategorien eingeteilt werden. Dies sind:
- Kulturanthropologische, -relativistische und interkulturelle Arbeiten (beschäftigen sich mit kulturellen Gegebenheiten),
- Territorial nationale/kulturelle und transnationale/-kulturelle Arbeiten (untersuchen Gemeinsamkeiten und Unterschiede der journalistischen Praxis in verschiedenen Staaten),
- Dekonstruktivistische Arbeiten (beschäftigen sich mit der journalistischen Kultur),
- Interrelationale Arbeiten (untersuchen das Mediensystem anhand von übergeordneten Modellen),
- Kritisch-strukturalistische Arbeiten zur Bestimmung kultureller Grundmuster (versuchen, Beziehungen zwischen der Geschichte und dem Journalismus herzustellen) und
- Systemmodellierende Arbeiten (sind der Mediensystem-Forschung ähnlich).[38]